# 八事五寸人参

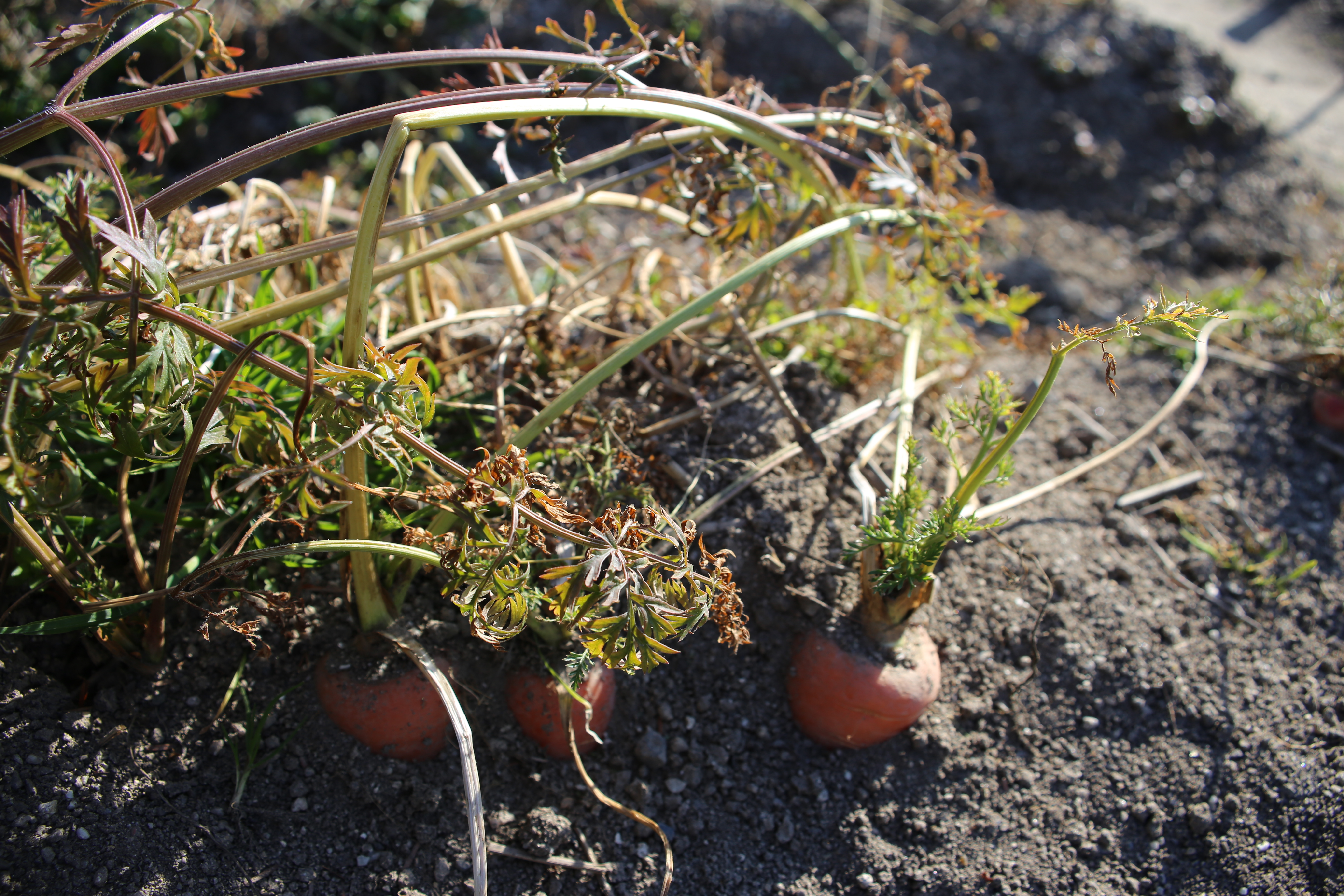
八事五寸人参

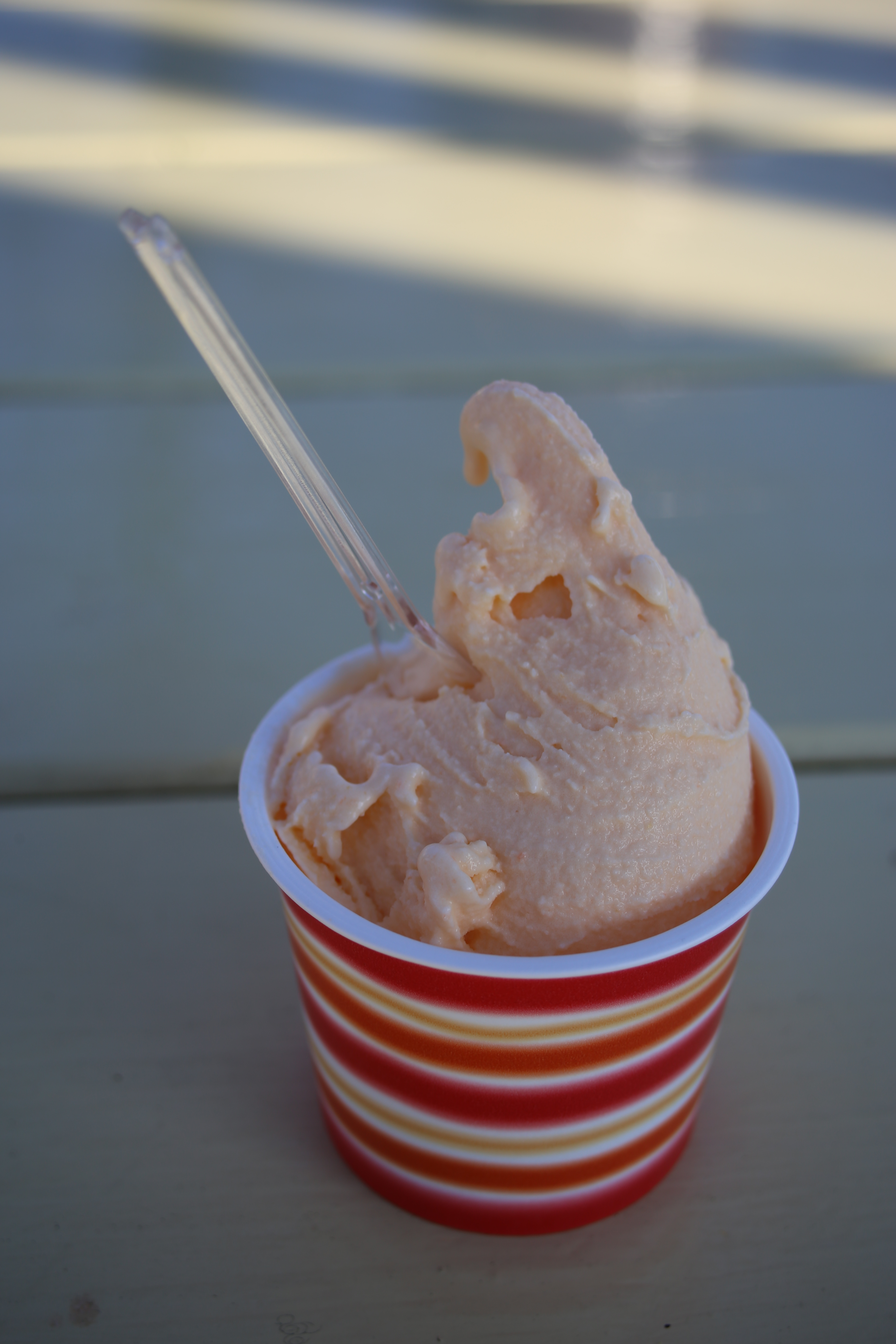
名古屋市農業センターでは八事五寸人参を使用したアイスクリームが販売されている

八事五寸人参（やごとごすんにんじん）は、ニンジンの一種で、あいちの伝統野菜に選定されている。

## 概要
名古屋市東部の丘陵地帯にある八事の地名を冠しているように、もともとはこの地域で古くから栽培されてきた品種である。1919年（大正8年）に東京の種苗業者から購入した種子から選んだことに発祥しているという。当地は近代以降、徐々に都市化し、次第に栽培されなくなった。しかし、産地が緑区大高町や市外の大府市に移動し、生産は続けられている。また、優良系統の保存を名古屋市農業センターにおいて行っている。

## 特徴
色が濃く、芯が小さい系統が多く生産されているが、かつては肥大がよく、収量の多い系統が主流であったという。

## 関連文献
- 愛知農業普及協会 編『温故知新野菜のほん 菜の巻』愛知農業普及協会、2002年2月20日。